# Torre dei Conti

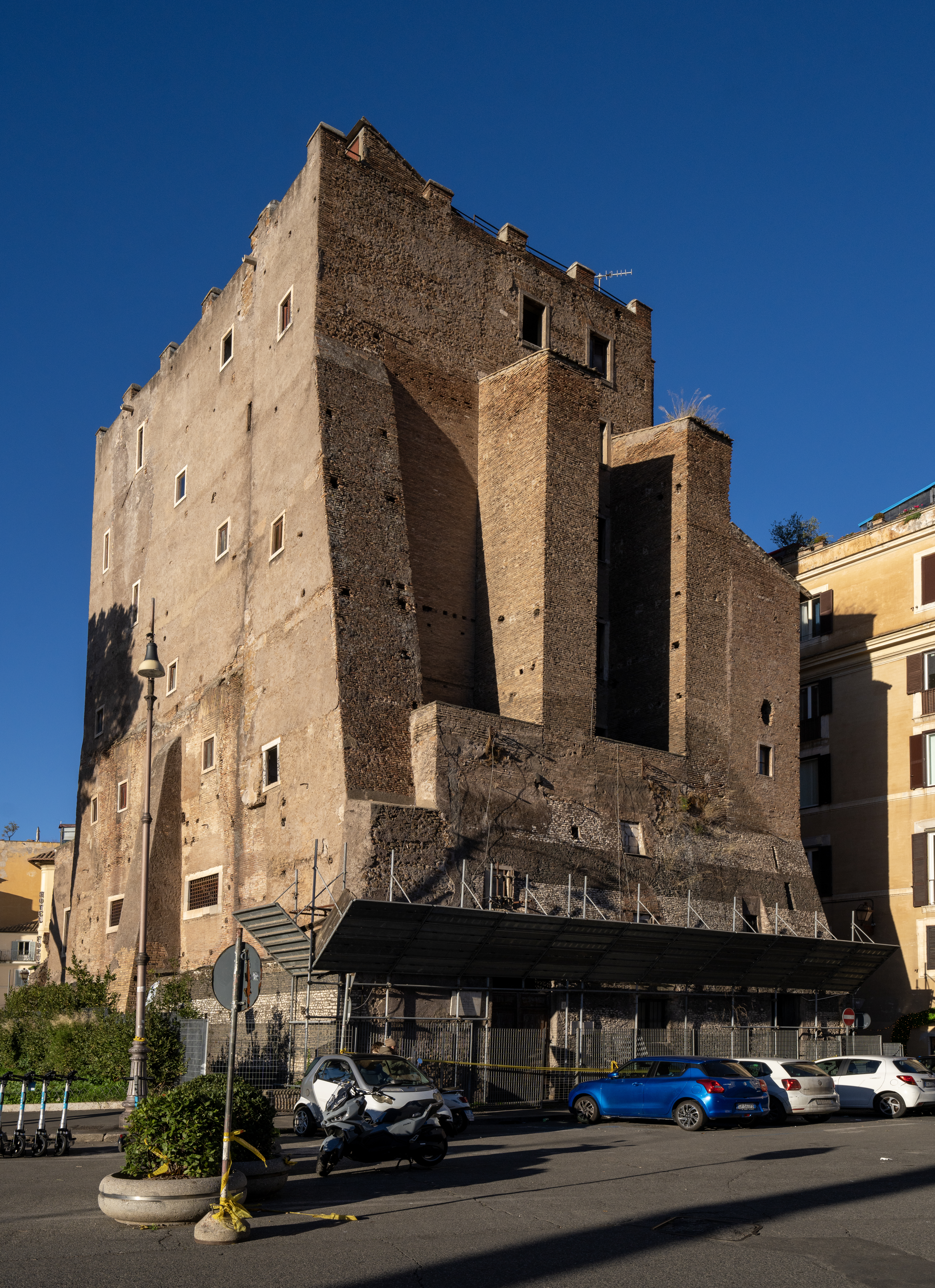
Torre dei Conti

Torre dei Conti ou Tor de' Conti é uma torre medieval fortificada em Roma, Itália, no rione Monti, localizada perto do Coliseu e do Fórum Romano. Era uma das mais impressionantes torres medievais da cidade.

## História
Ela foi construída em 1238 por Ricardo Conti, irmão do papa Inocêncio III, para servir de residência para sua família, os Conti di Segni, sobre uma das êxedras do pórtico de quatro absides do Templo da Paz, perto do Fórum de Nerva. Ela ficava perto da fronteira com o território de seus rivais, os Frangipani.
Atualmente, ela ainda está com 29 metros de altura, mas já teve entre 50 e 60, o que lhe valeu o nome de Torre Maggiore. Originalmente era coberta de travertino saqueado das ruínas dos Fóruns Imperiais, mas este revestimento foi depois retirado para ser novamente reutilizado, desta vez na construção da Porta Pia, no século XVI, um projeto de Michelângelo.
Os andares superiores foram destruídos por uma série de terremotos, especialmente o terremoto de 1348, que provocou o abandono do local até 1620, quando a torre foi restaurada pela Câmara Papal. Outros terremotos, em 1630 e 1644, provocaram novos danos, restaurados novamente no final do século XVII pelo papa Alexandre VIII, que acrescentou dois contrafortes.
Com a abertura da Via Cavour, no século XIX, e da via dei Fori Imperiali, no início do século XX, a torre ficou isolada dos edifícios vizinhos. Em 1937, ela foi doada por Benito Mussolini aos arditi, a tropa de elite do exército italiano, que controlou o local até 1943. A torre abriga ainda hoje o mausoléu do general Alessandro Parisi, cujos restos repousam num antigo sarcófago romano. Ele foi líder dos arditi até sua morte, em 1938, num acidente automobilístico.

## Galeria

Imagens da torre
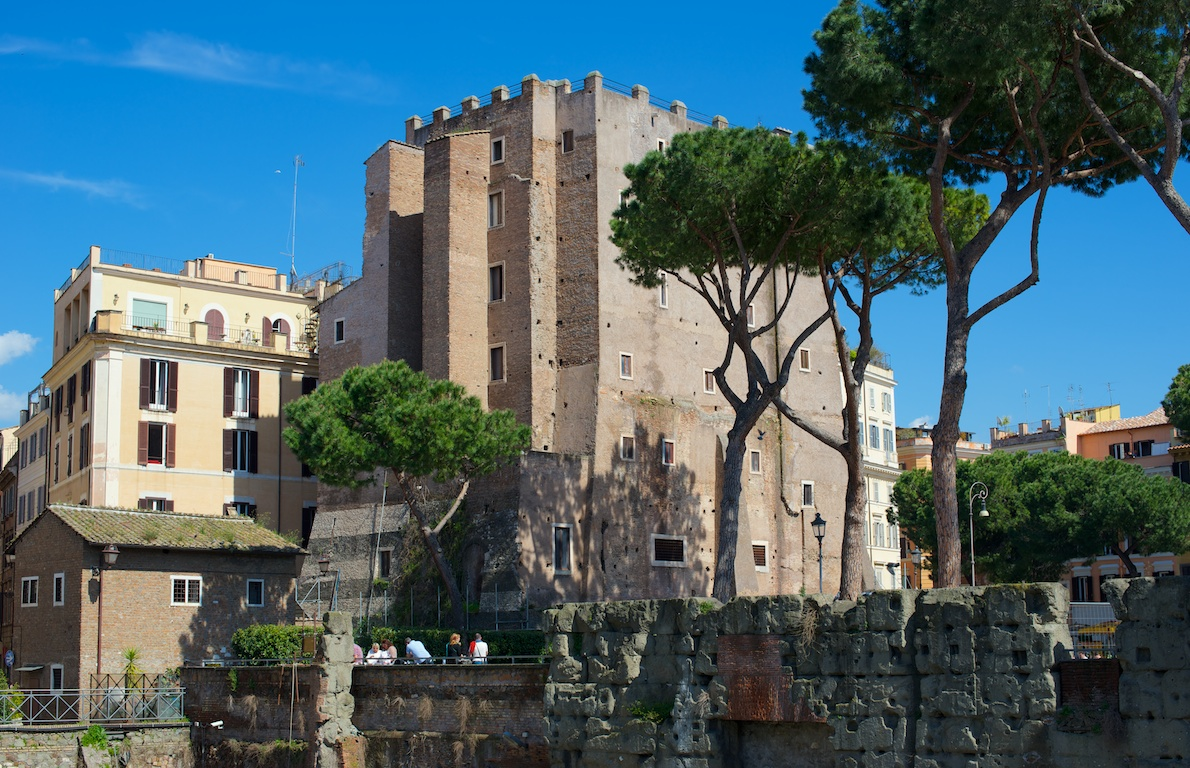
Vista a partir do Fórum.
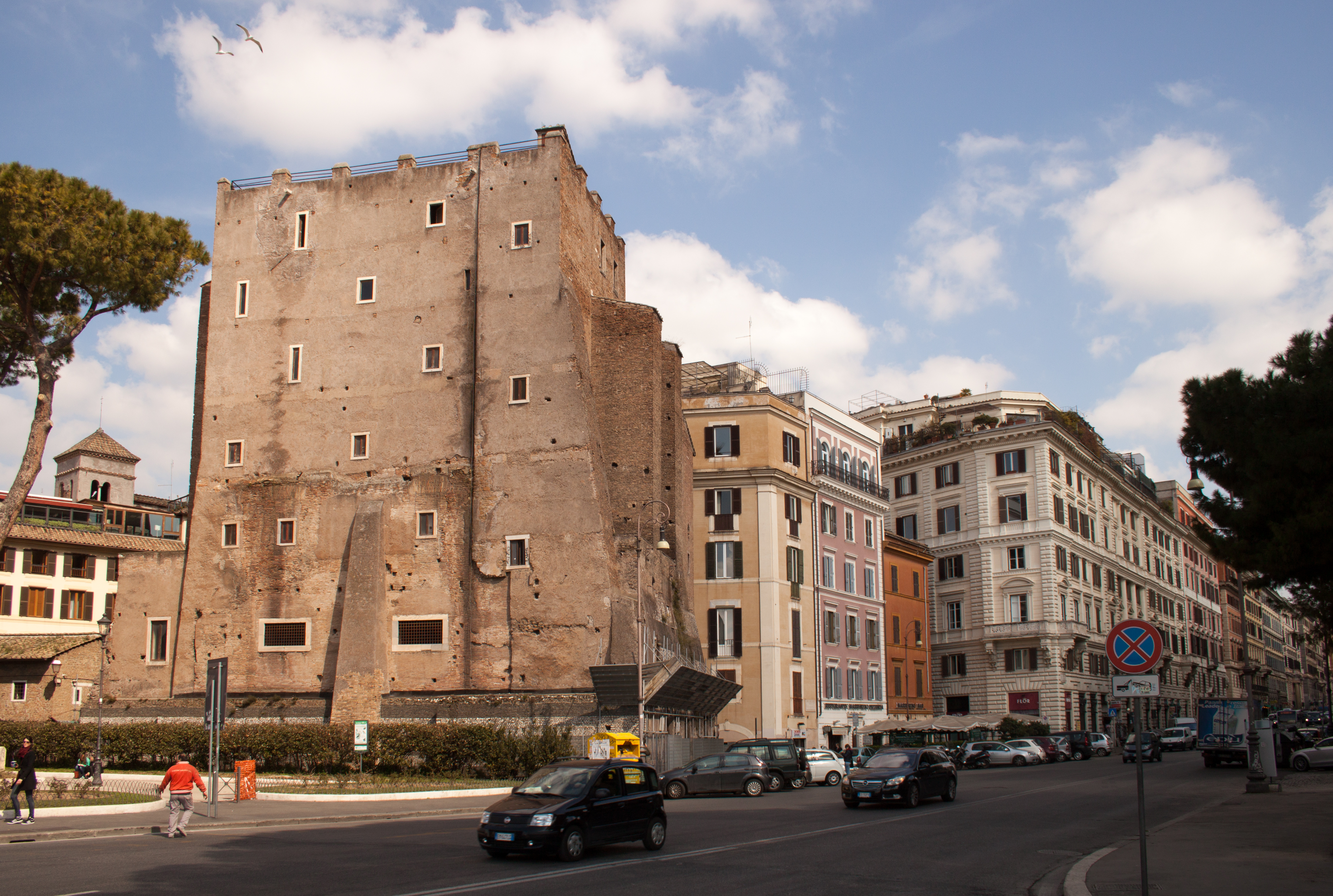
A torre e a via Cavour.
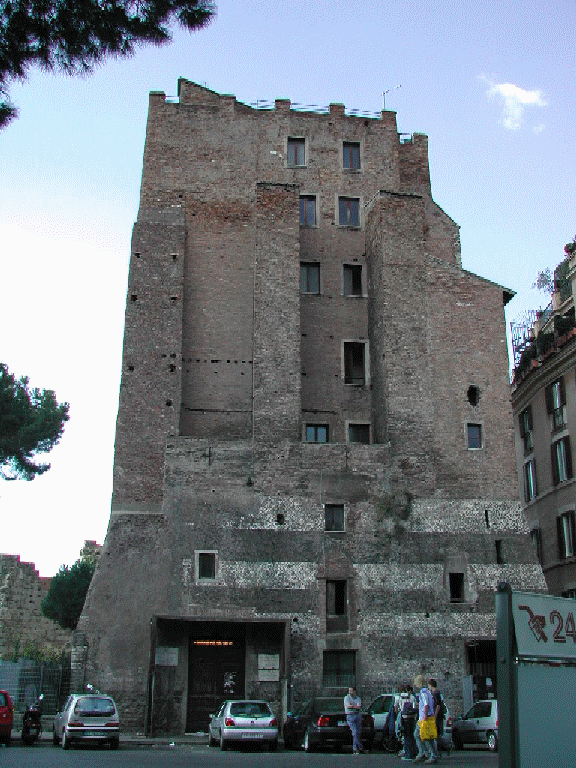
Entrada.